# ولی آو پیس، بلیز
ولی آو پیس، بلیز (به لاتین: Valley of Peace, Belize) یک منطقهٔ مسکونی در بلیز است که در Cayo District واقع شده‌است.

## خصوصیات
ولی آو پیس ۲٬۱۰۸ نفر جمعیت دارد.